# Zeitschrift für Ästhetik und Allgemeine Kunstwissenschaft
Die Zeitschrift für Ästhetik und Allgemeine Kunstwissenschaft ist eine wissenschaftliche Fachzeitschrift, die 1906 von Max Dessoir gegründet wurde. Die Zeitschrift erschien anfangs im Verlag Ferdinand Enke und wurde bis zum Band 37 (1943) von Dessoir geleitet. In der Nachkriegszeit wurde die Zeitschrift von Heinrich Lützeler ab 1951 als Jahrbuch fortgeführt und erschien im Zeitraum von 1951 bis 1965 unter dem Titel «Jahrbuch für Ästhetik und Allgemeine Kunstwissenschaft». Ab Band 11 der Neuen Folge (1966) erschien die Zeitschrift, nun beim Bouvier Verlag in Bonn, in zwei Halbjahresbänden und erhielt wieder ihren ursprünglichen Namen. Seit dem Jahrgang 2000 wurde die Zeitschrift vom Felix Meiner Verlag in Hamburg übernommen. Herausgegeben wurde die Zeitschrift bis zum Jahrgang 2015 von Maria Moog-Grünewald, Universität Tübingen und Josef Früchtl. Ab dem Jahrgang 2016 übernahm Philipp Theisohn die Herausgeberschaft für Maria Moog-Grünewald. Seit dem Jahrgang 2023 ist Reinold Schmücker Mitherausgeber.
Inhaltliches Konzept
Die ZÄK enthält folgende Rubriken:
1. Abhandlungen
2. Miszellen
3. Besprechungen

Beiträge werden vorzugsweise in deutscher, aber auch in englischer oder französischer Sprache veröffentlicht. Die Diskussionen der Zeitschrift werden erweitert und vertieft durch themenorientierte Sonderhefte, die in loser Folge erscheinen.